# 宝山豹蛛
宝山豹蛛（学名：Pardosa baoshanensis）为狼蛛科豹蛛属的动物。在中国大陆，分布于云南等地。该物种的模式产地在云南。